# Александрово (област Хасково)
 За останалите български села с това име вижте Александрово.  
Александрово е село в Южна България. То се намира в община Хасково, област Хасково.

## География
Село Александрово (бивше Коруджиево) се намира на 19 км североизточно от град Хасково. Разположено е в хълмиста местност на около 4 км южно от р. Марица. Землището му е осеяно с археологически паметници от различни епохи.

## Население
Численост
Численост на населението според преброяванията през годините:
| \| Година на преброяване \| Численост \| \| --------------------- \| --------- \| \| 1934 \| 674 \| \| 1946 \| 646 \| \| 1956 \| 583 \| \| 1965 \| 457 \| \| 1975 \| 359 \| \| 1985 \| 306 \| \| 1992 \| 266 \| \| 2001 \| 272 \| \| 2011 \| 293 \| \| 2021 \| 258 \| |           |
| Година на преброяване | Численост |
| 1934 | 674       |
| 1946 | 646       |
| 1956 | 583       |
| 1965 | 457       |
| 1975 | 359       |
| 1985 | 306       |
| 1992 | 266       |
| 2001 | 272       |
| 2011 | 293       |
| 2021 | 258       |

### Етнически състав
Преброяване на населението през 2011 г.
Численост и дял на етническите групи според преброяването на населението през 2011 г.:
|                     | Численост | Дял (в %) |
| Общо                | 293       | 100,00    |
| Българи             | 289       | 98,63     |
| Турци               | 0         | 0,00      |
| Цигани              | 0         | 0,00      |
| Други               |           |           |
| Не се самоопределят |           |           |
| Неотговорили        | 0         | 0,00      |

## Културни и природни забележителности
Българският археолог Георги Китов през 2000 г. откри край Александрово ограбена гробница на тракийски владетел. Гробницата има коридор, дълъг 10 м, едно преддверие и кръгла кошеровидна погребална камера. Въпреки че скъпоценностите са изчезнали, откритието е значително и носи нови сведения за начина на живот и културата на траките. Това е третата разкрита антична гробница в България и Европа, която има стенописи. Първата е широкоизвестната Казанлъшка гробница, втората е тази в могилата Оструша. Изобразени са предимно ловни сцени. Специалистите датират Александровската гробница към 4 век пр.н.е., което значи, че е на възрастта на Казанлъшката, или малко по-стара. Към момента не е туристически обект, тъй като предстоят процедури като по-детайлно проучване и консервация.
На 1,25 км източно от покрайнините на селото се издига височината „Хасара" („Коруджиевското кале"), най-високата точка на която се намира на 312,7 м над морското равнище. Тук личат следи от антична и средновековна крепост. Керамиката, която се открива в многобройните иманярски изкопи, се датира във II-IV и IX-XIV век. Във фонда на музея в Хасково се пазят една бронзова монета на Йоан 1 Цимисхи (969 – 976 г.) и един неразчетен оловен печат. Разкритите на места зидове са строени от ломени камъни, споени с бял и червен хоросан. Намират се и отделни керамични фрагменти от късножелязната епоха. Широко разпространена легенда, базираща се на „автентични записки" и разказваща за закопаното на височината огромно имане на кърджалийския предводител Емин ага, е превърнало височината в обект на мащабни иманярски търсения от края на XIX век. През 60-те години останките на крепостта са почти напълно унищожени с булдозер.
Във всички посоки околностите на „Хасара" са осеяни с тракийски надгробни могили. Общият им брой сега е 21. Повечето са пострадали в различна степен от иманярски набези, като някои са почти заличени.
На 1,9 км югоизточно от „Хасара", в местността „Садлажа" – в землището на с. Поляново, са запазени четири надгробни могили. В една от тях, през пролетта на 2001 г., иманяри разрушават тракийска гробница. Могилата, наричана от местното население „Садлажка чука", има диаметър от около 35 м и височина 6 м. Гробницата е изградена от варовикови квадри на суха фуга. Гробната камера има правоъгълен план с размери 2,11 Х 2,60 м и височина около 2 м. Покривната конструкция представлява фалшив триъгълен свод, изграден от трапецовидно обработени конзолни квадри. Гробницата е без пластична или живописна украса. Намерените в изкопаната от иманярите пръст керамични фрагменти и характерът на конструкцията на гробното съоръжение, дават основание да бъде датирано най-общо в IV век пр. Хр.
На около 700 м югоизточно от „Хасара", през есента на 2000 г., от екип, ръководен от д-р Китов, е проучен могилен некропол от три надгробни могили, попадащи на трасето на бъдещата автомагистрала „Марица". В тях са открити гробове от ранножелязната епоха (VII-VI век пр. Хр.). През средновековието (XII-XIV век) в насипа на едната могила са извършени 15 погребения, повечето от които унищожени при оран. В тях са намерени стъклени и бронзови гривни и фрагменти от други гробни дарове.
През 1926 г. Ив. Велков публикува няколко предмета, открити от иманяри в надгробна могила в местността „Сослуджа“ в землището на село Фердинандово (сега Поляново), като ги датира към IV век. Горният топоним е заличен в спомените на местното население, но упоменаването от страна на автора, че „наблизо има местност Хисара", дава основание да се приеме, че материалите са намерени в някой от гореизброените могилни некрополи. По сведения на автора, наблизо има втора могила, в насипа на която се виждат зидове.
Името на село Александрово става популярно в края на 2000 г., когато в могила край него е открита тракийска гробница със стенописи от IV век пр. Хр. Цялостното археологическо проучване на гробницата е завършено през есента на 2003 г.
На около 90 м на изток от тази могила, в гората по склона на височината, има втора – значително по-малка, върху която личат множество иманярски изкопи.
При сондажни разкопки, на мястото на бъдещия музеен център, на около 300 м северно от „Рошавата чука", екипът на д-р Китов попада на гроб от късножелязната епоха, погребението в който е извършено в керамичен саркофаг.
На 17 декември 2000 г. екип от археолози, ръководен от д-р Г. Китов, забелязва прясно изкопана пръст върху насипа на могилата „Рошавата чука" край с. Александрово. Професионалният рефлекс сработва веднага и извършения оглед изправя археолозите пред едно от най-значимите открития на българската археология. Прониквайки през направения от иманярите отвор, учените попадат в тракийска гробница с невероятно добре запазени стенописи. Още първият оглед показва, че художествената украса е уникална, без паралели сред откритите съоръжения от подобен тип. Впечатляваща е и архитектурата на гробницата, която по своите размери си съперничи с най-монументалните такива по нашите земи.
„Рошавата чука" се намира близо до западните покрайнини на селото, в източното подножие на масива „Асара". Височината на могилния насип е около 15 м, а диаметърът му надхвърля 70 м.
Гробницата има дълъг около 15 м коридор, ориентиран в посока изток-запад. Входът, фасадата на който е разрушена още в античността, се намира на изток, на около 10 м от периферията на могилата. Той е изграден от каменни квадри с различни размери, без каквато и да е спойка помежду им. Височината му – при входа на изток, е 2,25 м, а в края – на запад 1,8 м. Широчината на коридора също е променлива – от 1,17 до 1,25 м. Покритието му е плоско, от грубо обработени каменни плочи.
От коридора се влиза в правоъгълна камера с размери 1,92 Х 1,5 м, издължена в посока север-юг. Покривната ѝ конструкция е с форма на трапец. Проходът между коридора и преддверието е с правоъгълна форма с височина 1,20 м и широчина 0,70 м.
През вход с приблизително същите размери се влиза в кръглата камера. Тя има диаметър в долната си част 3,30 м и височина 3,40 м. Засводяването ѝ е с камбановидна форма, като стесняването започва непосредствено от пода. До южната ѝ периферия е прилепено ритуално ложе, изградено от каменни блокове. При откриването на гробницата, то вече е разрушено, а частите му – разхвърляни безразборно по пода на камерата. В тесните страни на изток и запад е имало каменни „възглавници", подобни на тези от леглото на Мезешката гробница. Запазените следи от мазилка по някои от камъните свидетелстват, че ложето е имало живописна украса, унищожена при разбиването му от иманярите.
Проходът между кръглата и правоъгълната камера се е затварял с двукрила каменна врата, разбита при някое от множеството иманярски прониквания. Едното ѝ крило е открито изцяло запазено в дъното над ромоса, а другото – разбито на части, в коридора и кръглата камера. По тях има запазени следи от мазилка, оцветена в червено. Вратата се е заключвала със сложен механизъм, от който е оцеляла една бронзова халка.
Кръглата и правоъгълната камери са изградени от добре обработени каменни блокове без спойка, с рустицирани лица, върху които е положена мазилката и извършено изписването. Това говори за поне два периода на използване на съоръжението.
Доказателство в тази насока са и откритите две подови нива в кръглата камера – първото от каменни блокове, а второто – от трамбована глина.
Грубият строеж на коридора, както и частичното изписване само в западния му край – пред преддверието, контрастира с прецизната строителна техника, приложена при двете камери. Дори мазилката, върху която е нанесен живописният слой в дромоса, на запад не е подравнена във вертикална права линия, а е скосена вълнообразно, като създава впечатление, че нещо е накарало строителите и художника да бързат. Какви са били причините за това, сега можем само да гадаем.
Гробницата от с. Александрово се нарежда сред най-големите съоръжения от този тип, открити дотогава. Уникална обаче я правят нейните стенописи, които, поне за сега, са без паралел. Живописта обхваща изцяло кръглата и правоъгълната камери и малка част от коридора. Ловни, бойни сюжети, както и сцени от погребално угощение се редуват с монохромни пояси и такива с орнаментална украса.
Най-богато е украсена кръглата камера. Тук стенописите са разпределени в шест хоризонтални пояса с различна широчина, разположени един над друг.
Първият фриз, разположен долу – при пода, е силно пострадал от иманярските набези. Все пак, точно срещу входа – на запад, личат изображенията на три седнали фигури. Най-лявата е на мъж с брада, обърнал глава настрани към прислужница, поднасяща му рог с вино. Върху облегалката на стола, на който е седнал, е окачен меч. Вдясно от него седят мъж и жена, с ръце поставени една върху друга. Тук видимо художникът е изобразил владетеля и съпругата му – сюжет и жест, познати ни от сцената на погребалното угощение от Казанлъшката гробница. Още по-вдясно от тях се вижда права фигура на втори прислужник, който поднася златен ритон към владетеля. Пред пируващите личи маса, отрупана със златни и сребърни съдове. Надясно от сцената фризът е унищожен, но върху голям запазен фрагмент се виждат изображения на различни съдове, вероятно част от интериора на залата за пиршества.
Над фриза с погребалното угощение следва монохромен пояс, украсен в червено. Точно тук е направено едно от най-интригуващите, но и загадъчни открития в гробницата. Отново срещу входа, в камерата над сцената с погребалното угощение, с остър предмет е врязано изображение на млад мъж в профил наляво. Отгоре над портрета има надпис с гръцки букви, разчетен от проф. Герасимова като КОДЗИМАСЕС ХРЕСТОС. Според нея първата дума е лично име от тракийски произход, а втората – прозвище, което означава способен, умел, можещ и др. Така надписът може да се тълкува като КОДЗИМАСЕС МАЙСТОРА. Според д-р Китов, графитът представлява автопортрет и автограф на художника, изрисувал гробницата.
Над червения пояс има геометричен фриз от свързани свастики, оцветени в бяло и черно. Отдолу той е ограничен с йонийска кима, а отгоре – от тясно бяло поле, с вписани в него червени точки.
Непосредствено над него следва най-добре запазеният фигурален фриз, върху който са изобразени сцени от царски лов. Височината му не е голяма – едва 38 cm.
Ловът е една от най-популярните теми в тракийското изкуство. Срещаме я върху десетки паметници, накити, съдове, оброчни плочи и др. В представите на древните траки порядъкът във вселената може да бъде установен чрез победа над силите на хаоса. Побеждавайки глигана – въплъщение на хаоса, владетелят възстановява световния порядък и придобива нов, по-висок статус.
Върху бял фон са изобразени четирима конници, придружени от пешаци, атакуващи глигани и елени. Те яздят различни по цвят коне – сив, жълт, бял и червен. Първите трима препускат наляво и само конникът с червения кон – надясно. Последният е изрисуван в надкаменното ложе и, въпреки че фризът е с форма на окръжност, попада в „централната" му част там, където естествено се насочва погледът на влезлия в камерата наблюдател. Стремежът на художника да подчертае именно тази фигура личи и от обстоятелството, че за разлика от другите трима конници, наметката върху гърба на коня му (седлото), е от леопардова кожа – свидетелство за по-висок статус. И още – останалите препускат след животните, атакувайки ги в гръб, а той напада глигана пред себе си фронтално. Пронизал го е с две копия и замахва с трето към застиналото от болка животно, докато помощникът му – гол гигант, го връхлита в гръб, размахвайки двойна брадва. Имаме всички основания да приемем, че именно това е изображението на хероизирания владетел, погребан в гробницата.
Доказателство за това, че именно южният сектор на кръглата камера и интериорът в нея следва да се възприема като главен (централен), откриваме в една интересна подробност на архитектурния ѝ план. Вертикалните страници на рамката на входа към камерата са срязани не под прав ъгъл както е нормално, а косо, така че да насочват погледа и движението на влизащия на юг към ложето и разположените над него стенописи. И тук, както при гробницата от Казанлък, е налице една детайлно обмислена и предварително планирана взаимовръзка между архитектура и живопис, съчетани в хармонично единство.
Не по-малко интересни са и изображенията на останалите конници. Те са облечени с различни по цвят дрехи, атакуват преследваните животни с копия, а на поясите им висят мечове. Придружаващите ги пешаци също са облечени и нападат животните с различни оръжия, някои от които неизвестни дотогава. Заедно с тях в лова участват и десетина кучета – черни, жълти и бели. Ако конникът, яздещ червения кон, е владетелят, то кои са останалите трима, изобразени върху фриза от кръглата камера? Логически и визуално могат да бъдат обособени четири отделни сцени, независими една от друга. Много вероятно е художникът да е представил само владетеля в различни моменти от неговото битие. Възможно е и второ, по-елементарно и профанизирано тълкуване – царят е изобразен в момент на лов, придружаван от свои съратници, представители на тракийската аристокрация. Стилът на художника е реалистичен, предадени са в подробности и най-дребните детайли от облеклото, въоръжението и конската сбруя. Не са убегнали от вниманието му дори такива дребни подробности като шевовете по дрехите.
Над ловния фриз следва пояс от кима, който го отделя от горната част на купола. Първоначално е бил оцветен в жълто, но сега почти изцяло е посивял, в резултат на естествени процеси на стареене. На върха на купола ключовият камък е образувал поле с формата на плосък диск. Той също е оцветен, като в изписването му е кодирана характерна за тракийските религиозни представи за символика. Дискът е разделен на четири различни по големина сектора. Източният и западният са по-големи и са оцветени – съответно с червено и черно. Червеният цвят – на изток, символизира изгрева, денят, слънцето и живота, а черният на запад – залеза, нощта, смъртта и подземния свят. Двата по-тесни сектора между тях образуват форма на двойна брадва – царски символ, който подчертава значението на съоръжението.
Сцените от кръглата камера показват пътя на починалия владетел и изпитанията, които той е трябвало да преодолее до получаването на статуса си на херой-полубог. Първото, което влизащият в гробницата е виждал, са няколкото бойни сцени в дъното на коридора и правоъгълната камера. С тях художникът е искал да представи воинските подвизи на погребания като още една аргументация за особения му статут.
Тези участъци от стенописите са силно повредени. Детайлите се губят, но все пак изображенията са достатъчно ясни, за да се тълкуват като сюжет. Всъщност, и върху северното и южното пано на коридора, и в преддверието, той е един и същ – владетелят на кон в бой с пехотинец. Само на южната страна на дромоса той се бие с двама пехотинци. Единият е прав, в пълно бойно снаряжение, вдигнал меч в дясна ръка. Вторият е коленичил и, в жест на смирение, подава меча си към атакуващия го конник.
Смелостта и воинските достойнства на владетеля са подчертани и в стенописа върху северната стена на коридора. Тук той атакува въоръжен с копие и голям кръгъл щит гол пехотинец, който бяга панически, обърнал глава назад.
Силно пострадали са и стенописите в правоъгълната камера. В долната част стените и са били оцветени в черно. Хоризонтални пояси с растителен орнамент, ограничени отгоре и отдолу с редици от кими, отделят черните полета от оцветения в червено свод на камерата. В трапецовидните полета над двата входа е имало изображения, но от тях частично е запазено само едно това на запад, към кръглата камера. Горната му част е унищожена. Тук отново се вижда двубой между конник и пехотинец.
Стенописите от гробницата в Александрово се отличават коренно от познатите стенописи от гробницата в Казанлък, изпълнени в характерния за епохата на елинизма стил, при който боговете се изобразявали като хора, а хората – съвършени и красиви, като богове.
Персонажите от Александрово са различни. Наред с конниците, грубоват гигант напада благороден елен, въоръжен само с крив тракийски нож. Гол дебелак посича глиган. Кучета стръвно лочат кръв от ранените животни.
Живописта от гробницата е ценен източник за реконструкция на тракийската действителност. Тя носи внушителна по обем информация в областта на облеклото, снаряжението и въоръжението на древните траки. За похватите, прилагани при използването на различните оръжия, в бой и по време на лов. Започналата работа по реставрацията на стенописите разкри нови, неизвестнидотогава, подробности от изображенията, които ще допълнят натрупаната информация.
Гробницата в Александрово е построена през втората половина на IV век пр. Хр. Предназначението ѝ е било да даде последен приют на някой от тракийските владетели, чието име остава тайна за нас. Със своите архитектура и стенописи тя е един от бисерите на тракийското културно наследство по нашите земи.
Работно време на Музеен център на Тракийското изкуство – с. Александрово:
От вторник до неделя – от 9.00 до 17.00 ч.
Понеделник – почивен ден